# Pyromanie
Der Begriff Pyromanie (von altgriechisch πῦρ pyr, deutsch ‚Feuer‘, und μανία maníā ‚Raserei, Wut‚ Wahnsinn‘) bezeichnet die pathologische Brandstiftung und wurde im frühen 19. Jahrhundert geprägt, siehe dazu auch Monomanie. Betroffene Personen verspüren den Drang, Feuer zu legen, und beziehen aus der Tat Befriedigung. Von der Störung betroffene Personen werden auch Pyromanen genannt.

## Klinisches Krankheitsbild

### Klassifikation

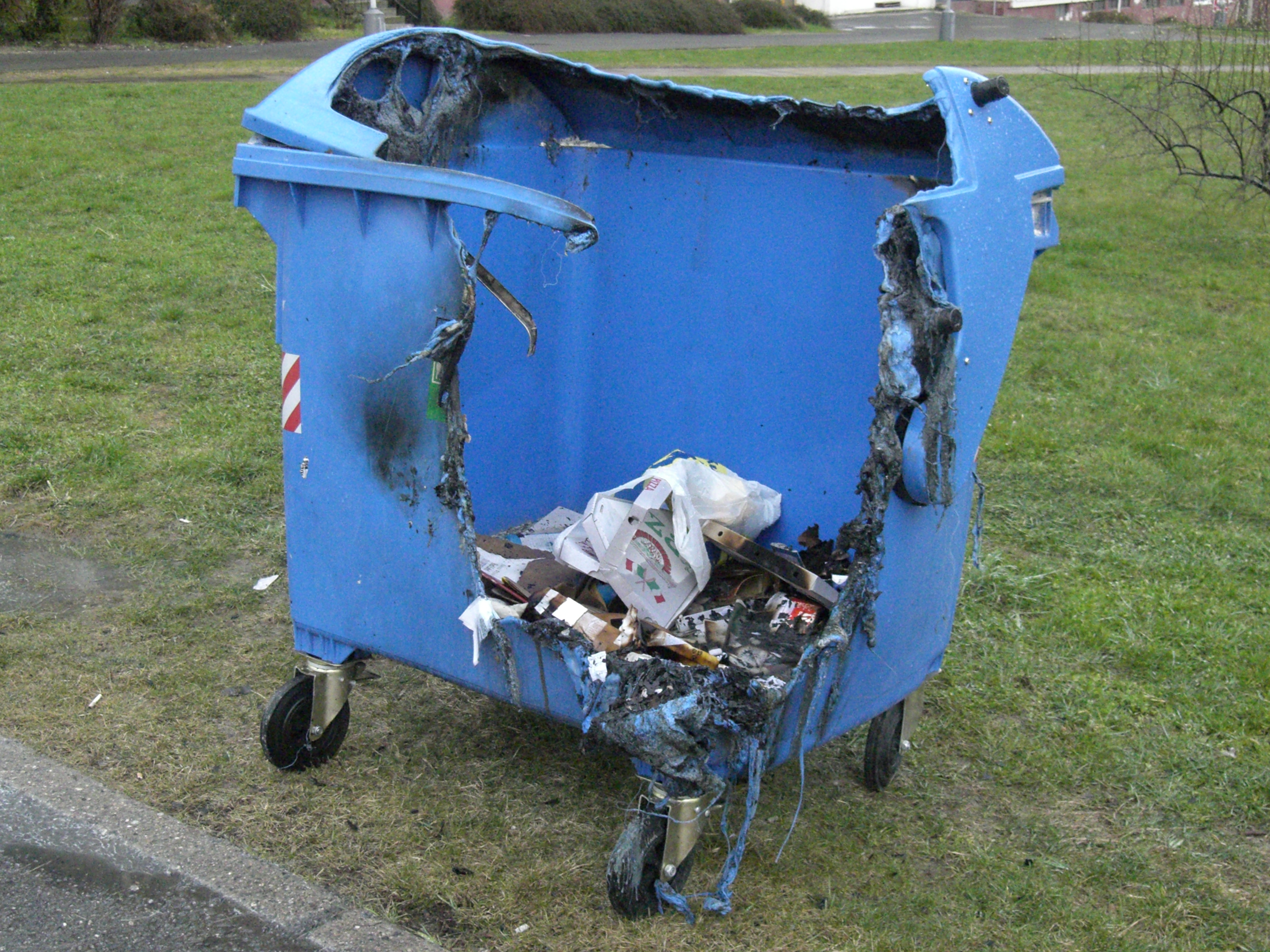
Durch Brandstiftung zerstörte Mülltonne

Der Begriff der Pyromanie findet sich in der ICD-10 im Kapitel F63 („Abnorme Gewohnheiten und Störungen der Impulskontrolle“) mit der Kategorie F63.1 „pathologische Brandstiftung [Pyromanie]“. Im Diagnostischen und Statistischen Manual psychischer Störungen (DSM-5) ist die Pyromanie im Kapitel „Disruptive, Impulskontroll- und Sozialverhaltensstörungen“ zu finden, in der ICD-11 als Störung der Impulskontrolle.
Problematisch an der Aufnahme des Begriffs in psychiatrische Klassifikationssysteme ist, dass hiermit die Erwartung geweckt wird, Brandstiftungen mit Merkmalen der „Pyromanie“ würden als psychische Störungen von Gerichtspsychiatern und Gerichten als schuldmindernd anerkannt.

### Kriterien
Im Diagnostic and Statistical Manual of Mental Disorders, dem international gültigen Diagnosekatalog der Psychiatrie, finden sich folgende Kriterien:
- Die bewusste und vorsätzliche Brandstiftung in mehreren Fällen
- Große Anspannung und Erregung vor der Tat
- Großes Interesse an Feuer und allem, was damit zu tun hat
- Freude oder Erleichterung während der Brandstiftung
- Die Brandstiftungen wurden nicht aus finanziellen Gründen, Rachegelüsten etc. unternommen

### Komorbidität
Die Pyromanie geht häufig mit anderen Störungen einher:
- Störungen des Sozialverhaltens
- Lernschwierigkeiten
- Aufmerksamkeitsdefizit-Hyperaktivitäts-Störung
- Impulskontrollstörungen
- Intelligenzminderung
- körperliche Defizite

## Differenzialdiagnose
Neben Implikationen für die Behandlung ist die differentialdiagnostische Abgrenzung auch strafrechtlich relevant.

### Andere Motive
Das wichtigste Unterscheidungskriterium zur krankhaften Pyromanie ist das Motiv: Sabotage, Rache, Versicherungsbetrug oder Verbergen eines Verbrechens weisen auf eine nicht-krankhafte Brandstiftung hin. Auch die Suche nach Aufmerksamkeit oder Anerkennung ist von der Pyromanie abzugrenzen. Das Spielen mit Feuer im Kindesalter ist keine Pyromanie. Ungefähr 40 % der Brandstifter erfüllen die Zeichen einer Pyromanie.

### Störungen des Sozialverhaltens
Brandstiftungen bei Jugendlichen mit Störung des Sozialverhaltens und wiederholten Diebstählen, Aggressivität oder Schulschwänzen oder bei Erwachsenen mit dissozialen Persönlichkeitsstörungen sind keine Pyromanie.

### Symptom anderer psychiatrischer Störungen
Brandstiftungen im Zusammenhang mit Schizophrenie oder organisch bedingten psychiatrischen Störungen werden nicht unter Pyromanie klassifiziert.

### Intoxikationen
Brandstiftungen unter Intoxikation mit psychotropen Substanzen (Alkohol, Drogen, Medikamente) sind differenziert zu betrachten: Strafrechtlich relevant ist die Frage, ob die Impulse erst im intoxizierten Zustand entstanden sind oder ob der Impuls zur Tat bereits nüchtern vorhanden war und das Rauschmittel zur Beruhigung genutzt wurde.

## Epidemiologie
Zur Häufigkeit und Verlauf gibt es keine belastbaren Daten. Brandstiftung kommt gehäuft im Kindes- und Jugendalter vor (40 % der festgenommenen Brandstifter sind minderjährig), ist dann aber in der Regel mit anderen psychischen Störungen kombiniert.

## Entstehung
Pyromanie geht gehäuft einher mit Lernschwierigkeiten und ADHS im Kindesalter, Sprachproblemen, physischen Defiziten oder neurologischen Störungen, Bettnässen und geringer Intelligenz.

## Therapie
Verhaltenstherapeutische Strategien werden häufig eingesetzt. Erfahrungen bestehen in der ambulanten Therapie mit der „grafischen Interviewtechnik“ und mit soziotherapeutischen Psychoedukationsprogrammen.